# Blestiaszczije
Blestiaszczije (ros. Блестящие) – rosyjski dziewczęcy zespół muzyczny wykonujący muzykę pop. Jedna z pierwszych kobiecych grup muzycznych w Rosji. Założycielami grupy byli – kompozytor Andriej Groznyj (ros. Андрей Грозный) i współproducent Andriej Szłykow (ros. Андрей Шлыков); producentem dźwięku został Siergiej Charuta (ros. Сергей Харута).

## Historia
W 1995 roku kompozytor i producent Andriej Groznyj, wspólnie z Andriejem Szłykowym, postanowili utworzyć dziewczęcą grupę muzyczną. Groznyj zaprosił do zespołu pierwszą solistkę – Olgę Orłową (ros. Ольга Орлова), która zgłosiła się na casting wspólnie ze swoją koleżanką Poliną Iodis (ros. Полина Иодис). Trzecią solistką zostaje tancerka Warwara Korolowa (ros. Варвара Королёва), również znajoma Olgi Orłowej. Po zaakceptowaniu składu przez producentów grupa nagrała swój pierwszy single „Tam, tylko tam” (ros. «Там, только там») i nakręciła teledysk do tej piosenki.
W 1996 roku wydany został debiutancki album ros. «Там, только там»...